# Andy Beckett
Andy Beckett (nacido en ) es un historiador y periodista británico. Escribe para los periódicos The Guardian, London Review of Books y The New York Times.
Beckett estudió historia moderna en el Balliol College y en la Universidad de Oxford, y periodismo en la Universidad de California.

## Obras
- Pinochet in Piccadilly: Britain and Chile's Hidden History (Londres: Faber & Faber, 2002).
- When the Lights Went Out: Britain in the Seventies (Londres: Faber & Faber, 2009).
- Promised You A Miracle: Why 1980-82 Made Modern Britain (Londres: Allen Lane, 2015).